# Beitin
Beitin (àrab: بيتين, Baytīn) és una vila palestina en la governació de Ramal·lah i al-Bireh, al centre de Cisjordània, situada 5 kilòmetres al nord-est de Ramal·lah. Segons l'Oficina Central d'Estadístiques de Palestina (PCBS), tenia 2.742 habitants en 2016. Està situada al llarg de l'autopista Ramal·lah-Nablus i limita amb les viles de Dura al-Qar' i Ein Yabrud al nord, Rammun a l'est, Deir Dibwan al sud-est i al-Bireh al sud-oest. L'assentament israelià de Beit El és al nord-oest de Beitin.

## Història

### Antiguitat
L'assentament humà al lloc de Beitin es remunta al període Calcolític. Les excavacions arqueològiques el 1950 van descobrir eines de sílex, ceràmica i ossos animals d'aquella època. A l'antiga edat del bronze (al voltant de 3200 aC) es van establir habitualment poblacions nòmades a la zona. S'han descobert tombes canaanites, cases i oliveres al nord i al sud-est del poble. Les restes d'un temple cananeu també van ser excavades pels arqueòlegs. En la mitjana Edat de Bronze (vers 1750 aC) el seu estatus es va elevar de vila a fortalesa canaanita que es creia que es deia Luz. S'han excavat dues portes de la ciutat que daten d'aquest període, una al nord-est i l'altra al nord-oest del mur. Es va construir un segon temple a Luz durant aquest període, però va ser destruït com a conseqüència d'un terratrèmol.
S'hi ha trobat ceràmica de les diferents edats de Bronze i Ferro, persa, hel·lenístic i romà. Beitin ha estat identificada amb la Betel bíblica, el lloc on Jacob dormia i somiava amb els àngels pujant i baixant una escala (Gènesi 28:19). Alguns estudiosos creuen que Bethel estava situada al lloc de les ruïnes que envolten Beitin. Segons la tradició jueva, Jacob es va trobar amb Déu a Luz i va passar a denominar-se "Bethel" o "casa de Déu". No obstant això, a partir d'una lectura del llibre bíblic de Josuè (16: 2), que diu "mebeit-el luzah" ("de Betel a Luz"), Luz i Betel poden haver estat dos llocs diferents.

### Època romana d'Orient
En els temps romans d'Orient, Bethel celebrava anualment festivals el 18 d'octubre. La població era cristians ortodoxos i els monjos de la Península del Sinaí, particularment Zòsim, eren coneguts per haver visitat la ciutat. L'església va quedar en ruïnes després que l'exèrcit dels califes ortodoxes va conquerir l'àrea, però va ser reconstruïda per les croades del segle xii. Durant el període de la croada, el poble va ser donat com feu per Balduí V de Jerusalem a la Basílica del Sant Sepulcre. Després que els croats van ser derrotats per les forces de aiúbides de Saladí en 1187, l'església va ser destruïda i el poble va ser abandonat. S'hi ha trobat ceràmica romana d'Orient, croada i aiúbida.

### Època otomana
La regió havia estat part de l'Imperi Otomà des de 1517 i després de la reconstrucció de Beitin, la vila va estar sota l'administració del Mutasarrif (governació) de Jerusalem. A començaments del segle xix s'hi van establir gent procedent de Transjordània i altres llocs i van construir una mesquita vora l'antiga ubicació de l'església.
En 1863 Victor Guérin va trobar la vila i considerà que tenia 400 habitants, mentre que una llista de pobles otomans d'aproximadament 1870 va mostrar que Beitin tenia 140 habitants, en un total de 55 cases, tot i que el recompte de població només incloïa homes.
En 1882 el Survey of Western Palestine del Fons per a l'Exploració de Palestina va descriure Beitin com un poble "construït al costat d'un esperó pla que puja lleugerament pel nord, al sud-est hi ha una petita vall plana, amb bones figueres i jardins de magraners, i hi ha altres figueres al voltant del poble i entre les cases. Les cases tenen un aspecte ruïnós, amb parets de pedra aspre. Hi ha una casa blanca quadrada de dues plantes, que és visible des d'una gran distància, el terreny és molt obert i les pendents són suaus, el poble descendeix progressivament al sud-est, i el terreny circumdant té molts arbres, de guix blanc, molt àrida i pedregosa al sud; de pedra calcària que s'estén al nord; els camps separats per les baixes parets de pedra seca. El contrast de les roques grises, les terres vermelles i les figueres de color verd fosc és molt sorprenent. Existeixen les restes d'una torre de gran grandària cap al nord, i al sud les parets d'una església de Croada, abans dedicada a Sant Josep. La població està declarada en 400. El lloc se subministra des d'una bella font al sud, que es troba en una conca circular. La font és doble, i estava envoltada d'un gran embassament, de 314 peus al nord-oest i sud-est, a 217 peus; de pedres massives. Les parets oriental i meridional es troben al voltant d'uns 10 peus d'alt. La font és perenne... "
El 1896 es va estimar que la població de Betin era d'unes 360 persones.

### Època del Mandat Britànic
En el cens de Palestina de 1922, organitzat per les autoritats del Mandat Britànic, la població de Baitin era de 446 musulmans, incrementats en el cens de 1931 a 566 musulmans, que vivien en 135 cases.
En 1945 la població era de 690 musulmans, mentre que l'àrea total de terra era de 4,764 dúnams, segons una enquesta oficial de terra i població. D'aquests, 1,348 eren per a plantacions i terra de rec, 1,853 per a cereals, mentre 38 dúnams eren sòl edificat.

### Després de 1948
En la vespra de guerra araboisraeliana de 1948, i després dels acords d'armistici araboisraelians de 1949, Beitin fou ocupada pel regne haixemita de Jordània. Després de la Guerra dels Sis Dies de 1967 va romandre sota l'ocupació israeliana. Tanmateix, a partir de setembre de 1995, la regió immediata, ara coneguda com a Àrea A, ha estat posada sota administració conjunta israeliana-palestina, però mentre que l'administració civil es troba sota tutela de l'Autoritat Nacional Palestina quan s'han produït violacions en matèria de seguretat (a partir de 2002) s'ha deixat en mans de les Forces de Defensa d'Israel.
El 19 de desembre de 2011, els colons israelians van ser acusats de dur a terme un segon atac de responsabilitat compartida en només quatre dies, en què es van cremar cinc cotxes de propietat palestina i les parets de diversos Les cases es van pintar amb graffitis. Durant el primer incident (15 de desembre de 2011), els assaltants no sols van vandalitzar a una mesquita sinó que també van atacar una base militar de les Forces de Defensa israeliana a Cisjordània, ferint a un alt comandant israelià. Segons els testimonis del segon incident, l'exèrcit israelià va dispersar els colons sense detenir-necap d'ells, presumiblement també els que van atacar el comandant israelià, tot i que quatre dies abans, l'incident havia provocat que el primer ministre israelià, Benjamin Netanyahu, digués: "No els deixarem atacar els nostres soldats. No els deixarem encendre una guerra religiosa amb els nostres veïns. No els deixarem profanar les mesquites. No els deixarem fer mal als jueus o àrabs."

## Monuments

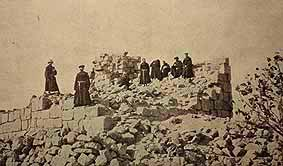
Ruïnes d'al-Burj, 1935

Les ruïnes de l'església romana d'Orient són conegudes en àrab com al-Muqater o Khirbet al-Kenise («Ruïnes de l'Església»). Segons Röhricht, quan els croats hi arribaren van trobar una església en ruïnes. Ells hi van construir una altra en el seu lloc, sota l'abadia de Josep d'Arimatea, més tard sota els Cànons del Sant Sepulcre. Les ruïnes de l'església van ser dibuixades a la dècada de 1880.
Unes altres ruïnes, anomenades Burj Beitin («la torre de Beitin») o simplement al-Burj es troben a la part occidental de la ciutat. També es van dibuixar a la dècada de 1880. Les ruïnes del Burj són d'aproximadament 1 metre d'alçada i aparentment es construeixen sobre les ruïnes més antigues d'un monestir romà d'Orient. Alguns han cregut que es va construir al lloc on Abraham va construir un altar. ASegons l'erudit bíblic Edward Robinson qui va visitar Palestina en el segle xix, al-Burj Beitinva consistia en pedres en ruïnes que formaven part d'una fortalesa i una església grega. Al-Burj fou usada com a torre de guaita pels croats.